# Dragagem (estrela)
Em astronomia, dragagem denota o período da evolução de uma estrela em que a zona de convecção da superfície se expande para as camadas em que o material já fora transformado pela fusão nuclear. Como resultado, os produtos da fusão se misturam às camadas mais externas da atmosfera estelar, podendo esses nuclídeos ser detectados no espectro da estrela.
A primeira dragagem ocorre quando uma estrela da sequência principal adentra o ramo das gigantes vermelhas. Como resultado dessa mistura convectiva, a atmosfera mais externa exibirá a assinatura espectral da fusão do hidrogênio: os índices de 12C/13C e C/N diminuirão, e as quantidades superficiais de lítio e berílio podem sofrer redução.
A segunda dragagem ocorre em estrelas com 4 – 8 massas solares. Quando a fusão do hélio no núcleo chega ao fim, a convecção mistura os derivados do ciclo CNO. Essa segunda dragagem resulta em um aumento da abundância superficial de 4He e 14N, enquanto a quantidade de 12C e 16O diminui.
A terceira dragagem ocorre quando uma estrela massiva adentra o ramo gigante assimptótico e um flash ocorre ao longo da camada onde ocorre a combustão do hélio. A dragagem faz com que o hélio, o carbono e os produtos do processo S sejam trazidos para a superfície. O resultado é o aumento na abundância de carbono em relação ao oxigênio, o que pode levar à criação de uma estrela de carbono.
Os nomes das dragagens são determinados pelo estado evolucionário e estrutural da estrela em que cada dragagem ocorre, não pela sequência de dragagens em uma estrela.  Como resultado, estrelas de pouca massa passam pela primeira e pela terceira dragagem, mas não pela segunda.